# Kétro-Bassam
Kétro-Bassam  è una città e sottoprefettura della Costa d'Avorio appartenente al dipartimento di Vavoua. Conta una popolazione di 24 934 abitanti (censimento 2014).